# Charles de Brosses
Charles de Brosses (7. února 1709 Dijon – 7. května 1777 Paříž) byl francouzský badatel. Zavedl termíny jako fetišismus, Polynésie či Australasie.

## Dílo
výběr
- Lettres sur Herculanum (1750)
- Histoire des navigations aux terres australes (1756)
- Du culte des dieux fétiches (1760)
- Formation mécanique des langues (1765)
- l'Histoire du IVe siècle de la République romaine (1777), překlad Sallustiova díla Historia
- L'Italie il y a cent ans, ou Lettres écrites d'Italie à quelques amis en 1739 et 1740 (1795 a 1836)